# Einserkofel
Einserkofel nebo zkráceně Einser (italsky Cima Una) je horský vrchol o nadmořské výšce 2698 m nalézající se v Sextenských Dolomitech v Jižním Tyrolsku. Nachází se v přírodním parku Drei Zinnen nad údolím Fischleintal. Je také součástí Sextenských slunečních hodin, protože při pohledu z údolí Fischleintal je slunce přesně nad vrcholem ve 13 hodin.

## Poloha
Einser stojí jako izolovaná skalní věž několik set metrů severovýchodně od vrcholu Oberbachernspitze (2675 m) v Sextenských Dolomitech. Tvoří severní roh masivu, který zahrnuje východní a západní Oberbachernspitze (2635 m) a Kanzel (2531 m). Masiv je na severu ohraničen údolím Altensteintal a na východě údolím Bacherntal, které se po proudu spojují v údolí Fischleintal.

## Alpinismus
První výstup na Einser uskutečnil 26. července 1879 Loránd Eötvös a dva horští vůdci Michel Innerkofler a F. Happacher. Zvolili cestu jižní stěnou, která je dnes považována za normální trasu. Část osmisetmetrové severní stěny poprvé vylezli v roce 1898 J. S. Phillimore a A. G. S. Raynor s horskými vůdci Antoniem Dimaiem a M. Innerkoflerem po levé straně. V roce 1910 Otto Langl a E. Heiglová tuto výpravu překonali. Přímou severní stěnu, která je ve střední části téměř kolmá a vyznačuje se velkými převisy, vylezl poprvé v témže roce Angelo Dibona s bratry Guidem a Maxem Mayerovými a průvodcem Luigim Rizzim. Tento výkon je považován za jeden z nejodvážnějších v Dibonově kariéře, protože byl na svou dobu extrémně obtížný (stupeň UIAA VI-). V roce 1913 Hans Fiechtl, Adolf Deye a O. Katzer vylezl o něco dále vpravo od Dibonovy cesty.
Během první světové války, neboli horské války, sloužil Einserkofel Rakušanům původně jako pozorovatelna pro dělostřelectvo. V noci na 26. srpna 1915 ji obsadila hlídka italských horských myslivců pod vedením poručíka Casaliho, která vylezla na jižní stěnu hory (normální cestou) bez lana. Od té doby byla základním pilířem italské útočné linie.
V meziválečném období byly otevřeny nové přímé cesty severní stěnou, mimo jiné Paula Wiesingerová a Hans Steger v roce 1928. Další významné horolezecké cesty vytvořili Poppinger/Fuchs v roce 1931, Mariner/Hantschel v roce 1934 a Schober/Liebl v roce 1938.

## Skalní řícení
Einser se stal známějším po skalním sesuvu v roce 2007. 12. října krátce po půl desáté dopoledne se z hory uvolnily skály o objemu 60 000 metrů krychlových a zřítily se do údolí. Vytvořil se hustý oblak prachu, který zaplnil celé údolí Fischleintal. Vzhledem k pokročilému ročnímu období se v oblasti skalního řícení nenacházeli žádní turisté ani horolezci. Nedošlo tedy k žádným smrtelným nehodám ani zraněním.
Dokonce i ve 100 kilometrů vzdáleném Innsbrucku zaznamenaly seismografy tuto událost jako zemětřesení. Podle geologů šlo o zcela normální jev. Dolomitová hornina je křehká a rozpukaná, což dává srážkové vodě možnost pronikat do horniny a může vést ke ztrátám tření a následně k sesuvům. Považuje se za pravděpodobné, že teplotní výkyvy v předchozích dnech způsobily, že voda několikrát zamrzla a znovu roztála. Rozšíření objemu pravděpodobně vedlo k mrazovým trhlinám, které vyvolaly skalní řícení. Aby bylo možné v budoucnu lépe rozpoznat nebezpečné zóny, byly na severní stěně instalovány pevné body, které monitoruje Geologická služba Jižního Tyrolska.
Dne 20. července 2011 došlo na stejném místě k dalšímu skalnímu řícení. Při této příležitosti však kubatura činila pouze 500 metrů krychlových.

## Horské chaty v okolí
Dnes se na vrchol téměř nechodí, a to i kvůli skalnímu řícení. Oblíbené jsou však jednodenní nebo vícedenní túry na chaty, při kterých se hora obchází. Oblíbenou túrou je také méně náročný východní vrchol (Oberbachernspitze), na který se dostanete za krátkou dobu od chaty Büllelejochhütte a odkud je nádherný výhled na Einser. V bezprostřední blízkosti se nacházejí následující horské chaty:
- Talschlusshütte (1548 m)
- Büllelejochhütte (2528 m)
- Zsigmondyhütte (2224 m)
- Dreizinnenhütte (2405 m)
- Rifugio Carducci (2297 m)
- Lavaredohütte (2344 m)
- Auronzohütte (2320 m)